# Jaume Salvador i Fontanals
Jaume Salvador i Fontanals (? - 1653) fou un organista deixeble de Joan Pujol.
Pocs dies després de la mort de Joan Pujol (1570-1626), mestre de capella de la Catedral de Barcelona, i juntament amb Francesc Amigó, Tomàs Cirera i Josep Reig —d’altres probables condeixebles de Pujol—, Jaume Salvador va adquirir en la subhasta pública dels lots de música de Pujol “sinch llibres de quart de cant per quatre sous”. D’altra banda, les germanes de Pujol el van escollir com a marmessor, la qual cosa palesa els lligams d’amistat que degueren unir les figures d’ambdós músics.
L’any següent, el 1627, Salvador oposità, sense èxit, a l’organistia de Santa Maria del Mar, i el 1628 exercia de coadjutor de Lluís Ferran i Ferrament, àlies Vila, en el magisteri de l’orgue de la Catedral de Barcelona. Regí l’organistia de Santa Maria de Mataró des de del 1639 —tot i figurar entre els residents de la parroquial des de l’octubre del 1637—, fins al seu traspàs, el 1653.